# 下総国分寺

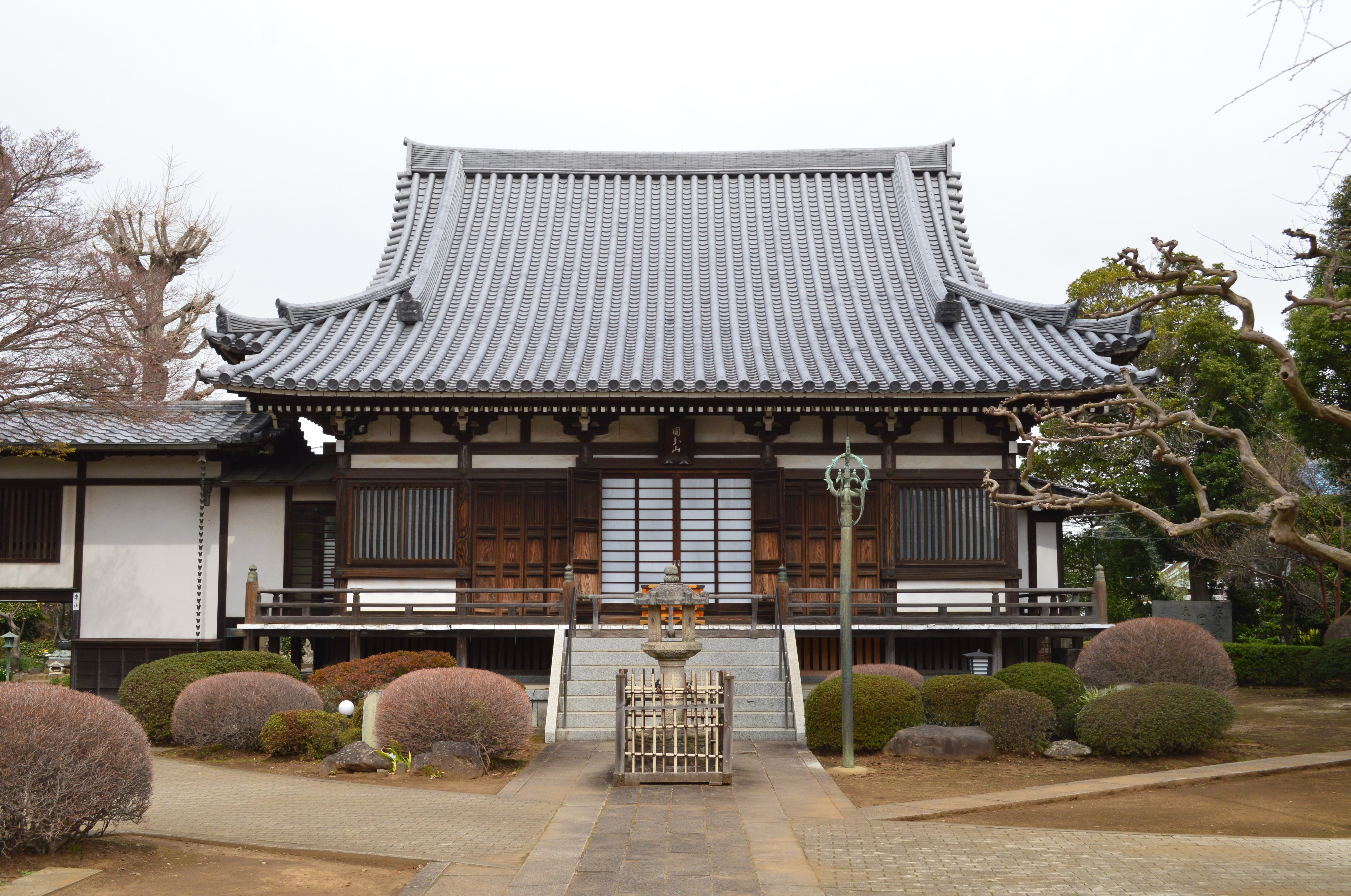
本堂

下総国分寺（しもうさこくぶんじ）は、千葉県市川市にある真言宗豊山派の寺院。山号は国分山。本尊は薬師如来。
奈良時代に聖武天皇の詔により日本各地に建立された国分寺のうち、下総国国分寺の後継寺院にあたる。本項では現寺院とともに、創建当時の史跡である下総国分寺跡・下総国分尼寺跡（ともに国の史跡）についても解説する。

## 概要
市川市北西部、国府台の南端に所在する。創建時の国分寺跡地に重複して位置し、同寺の法燈を継承すると伝える。かつては「金光明寺」と号していたという。
建久年間（1190-1199年）、寛元元年（1243年）、文永年間（1264-1275年）には、下総国分寺の寺領を指すとみられる史料が残されている。しかしながら戦国時代の2度の国府台合戦や数度の火災によって詳細な文献は失われており、変遷は不明である。
現本堂は、昭和初年に岸田日出刀の設計で、旧金堂跡と推定される場所に建てられたものである。

## 境内
- 国分五郎の供養塔[3]
- 阪井久良伎の句碑[3]
- 三人地蔵（里見公園から移築）[3] ‐ 1913年に東京から遠足で訪れた湯島尋常小学校の生徒30余名が小岩と国府台を結ぶ江戸川栗市の渡船で転覆し、3名が遺体で見つかり、川岸に3体の地蔵「三人地蔵」が祀られ、のちに下総国分寺境内に移された[4][5]。

## 下総国分寺跡
国分寺跡の伽藍は現在の国分寺と重複する位置にあり、金堂跡は現在の本堂の場所にあたる。金堂と塔が東西に並ぶ法隆寺式伽藍配置である。ただし、塔は西に、金堂・講堂は東に傾いており、堂塔の向きは一定ではない。
一帯は須和田遺跡や国府跡推定地が残り、古くから文化的中心地であった。僧寺・尼寺とも変遷は明らかでないが、9世紀代は充実している一方で10世紀代から衰退が見られ、大きな変容が認められる。
- 金堂 - 東西31.5メートル、南北19メートル。
- 講堂 - 本堂裏の墓地内に位置する。東西26メートル、南北18メートル。
- 七重塔 - 18メートル四方。礎石は本堂前に移動されている。

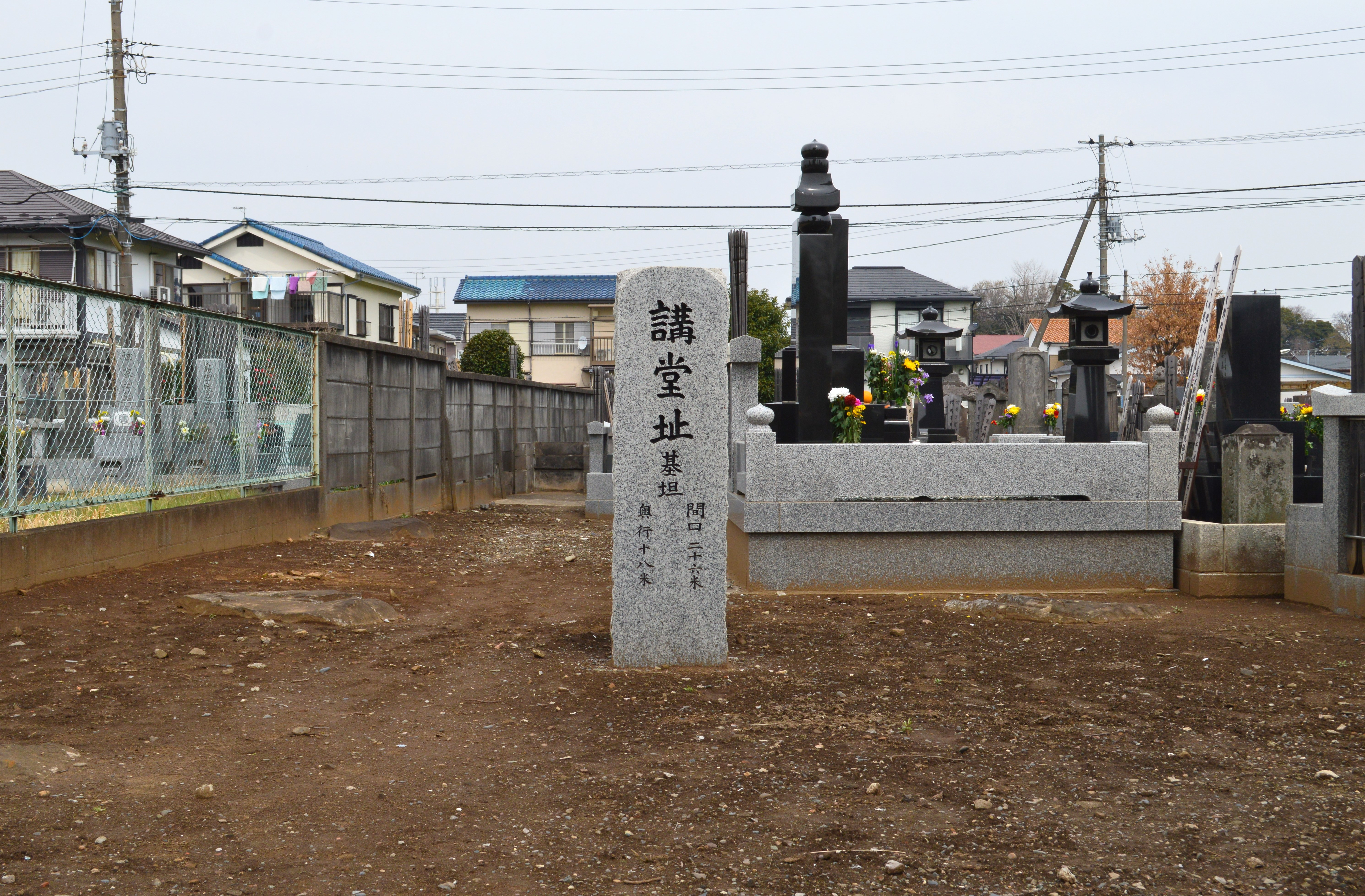
講堂跡
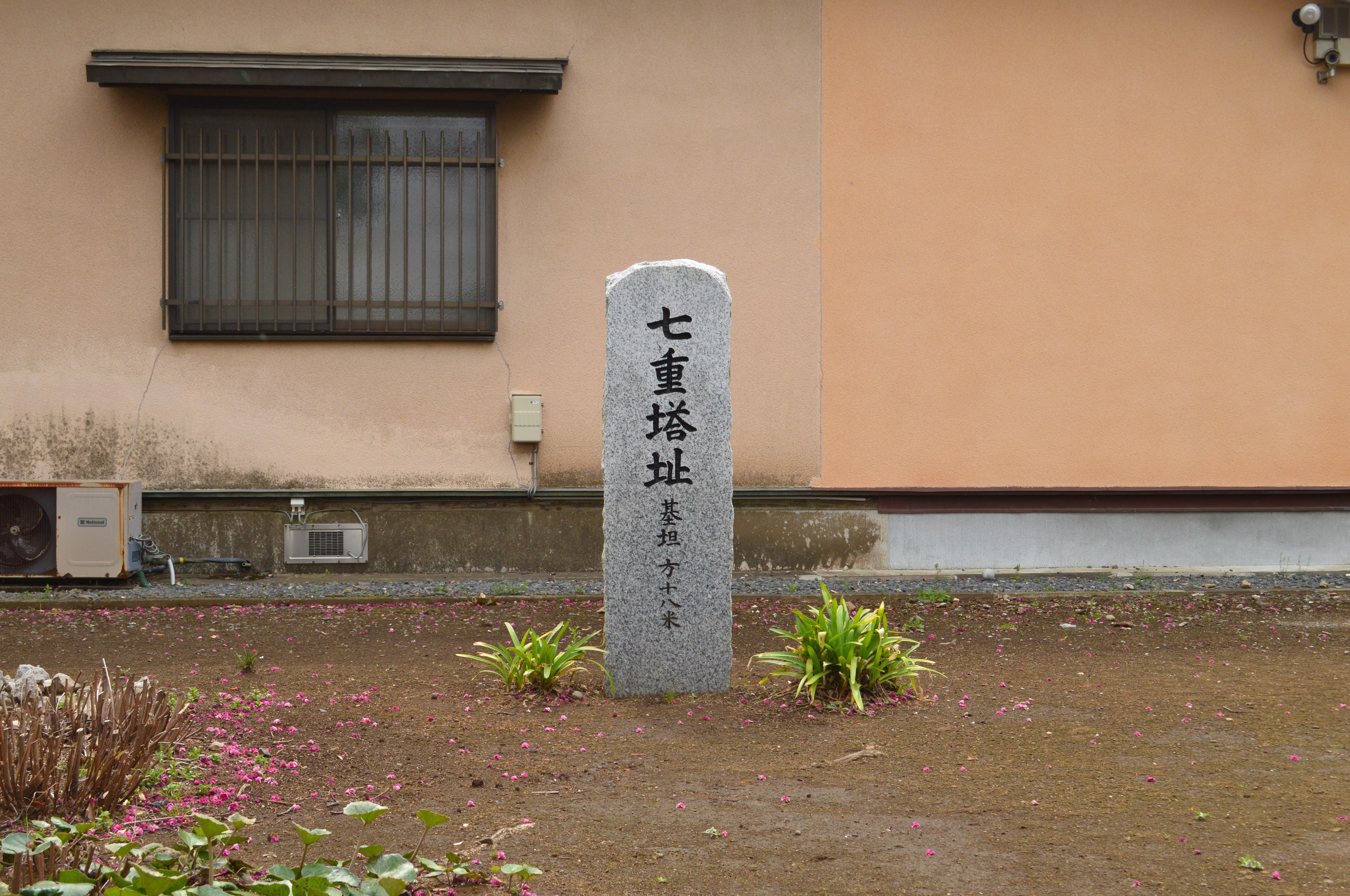
七重塔跡
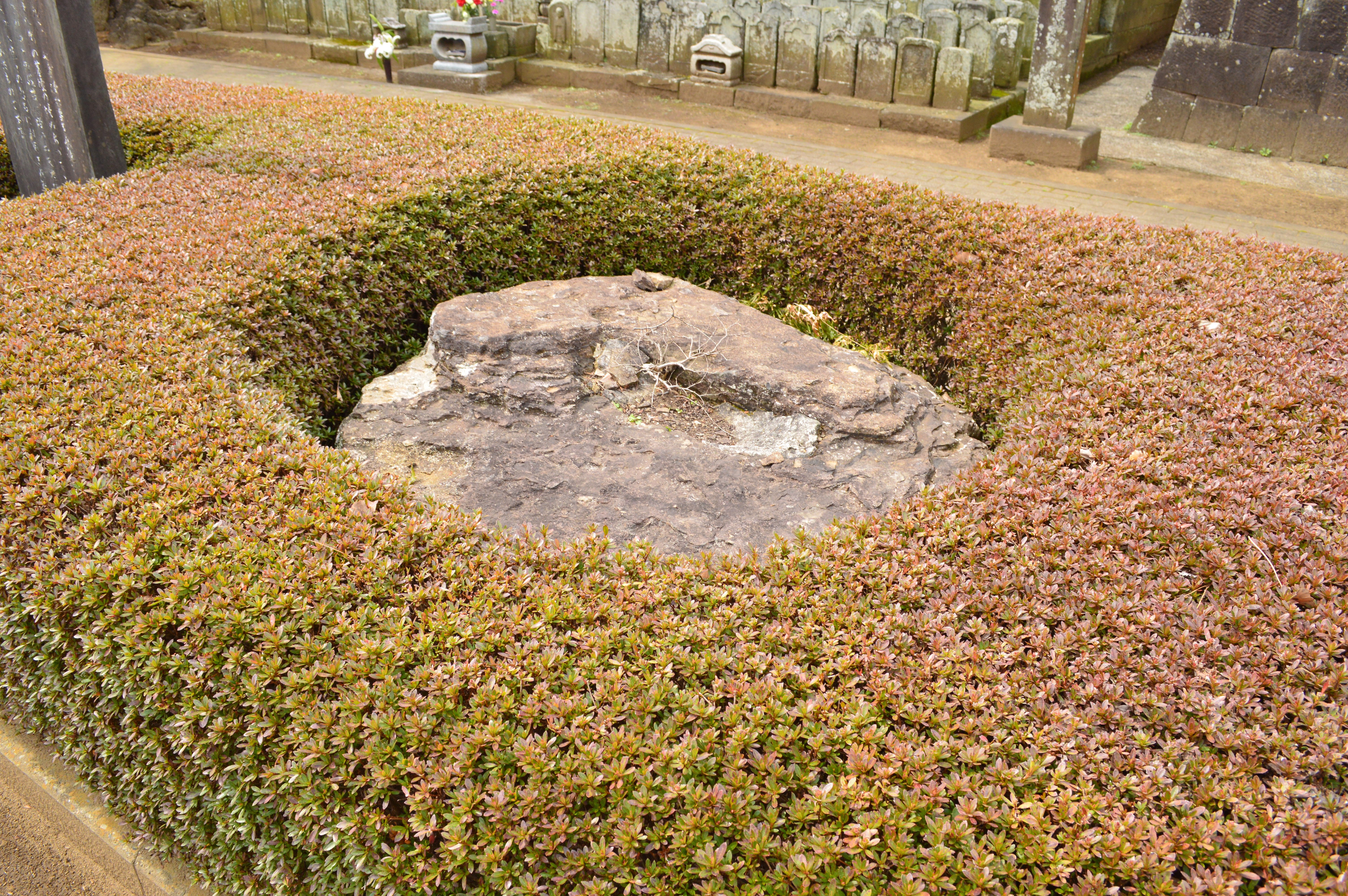
塔礎石
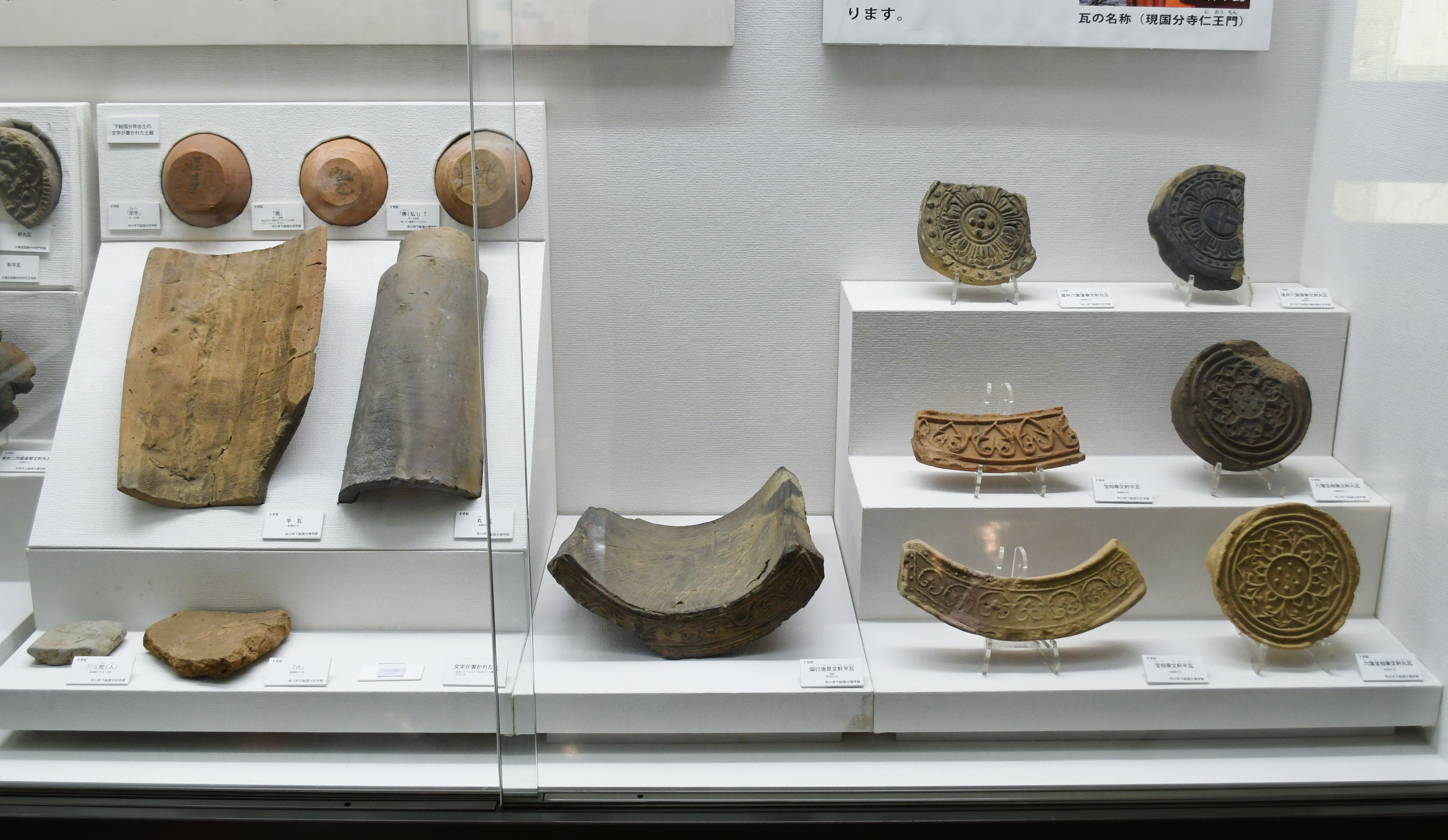
僧寺跡・尼寺跡出土品 市川考古博物館展示。
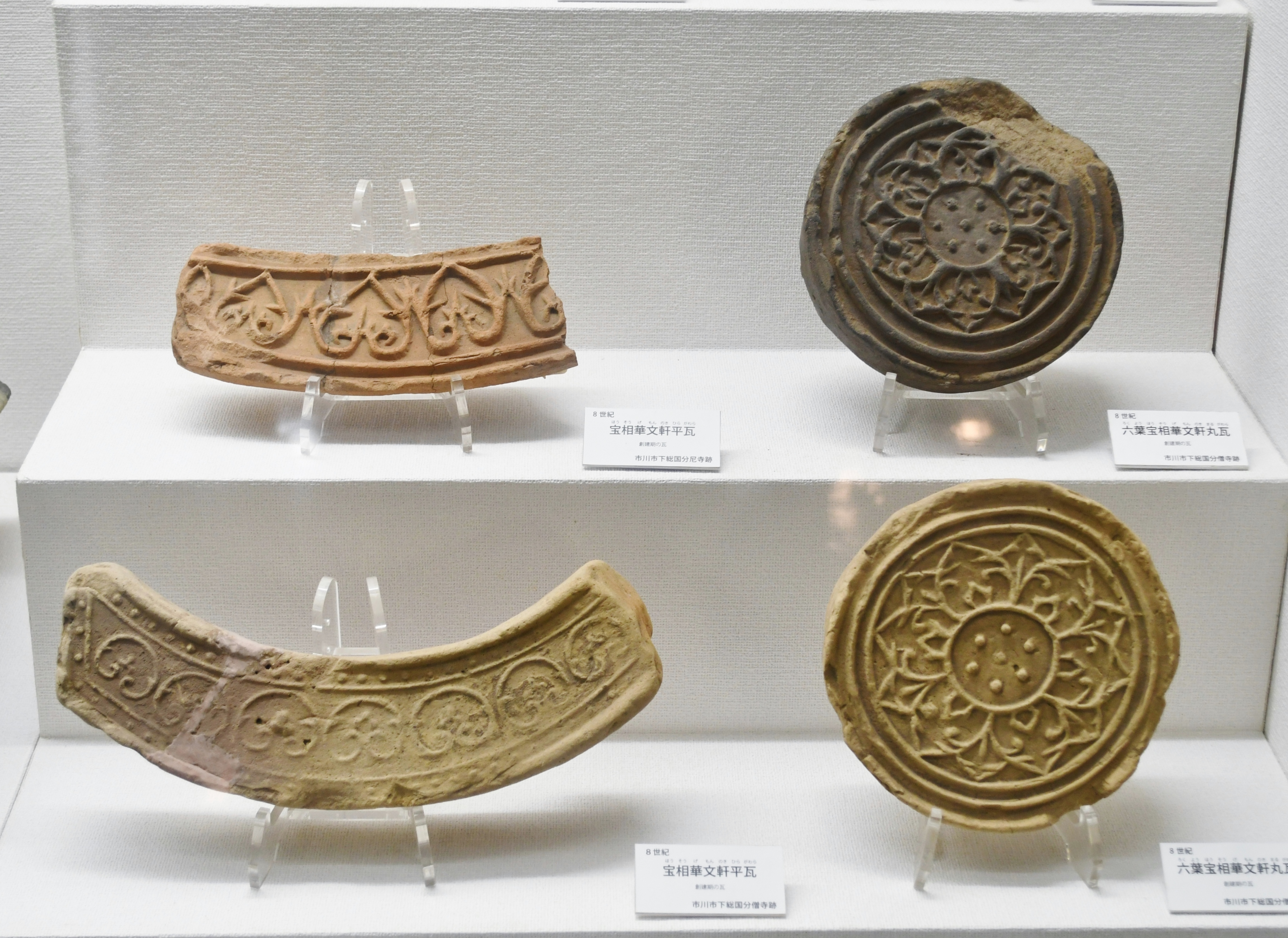
僧寺跡出土 宝相華文軒瓦 市川考古博物館展示。

## 下総国分尼寺跡
国分寺北東の市川市国分4丁目（北緯35度44分47.56秒 東経139度54分46.70秒 / 北緯35.7465444度 東経139.9129722度）に所在する。1932年の発掘調査で金堂・講堂の基壇が確認されるとともに「尼寺」と書かれた土器が出土し、位置の確定に至った。なおそれ以前は、当地はかつて「昔堂」と呼ばれ、国分僧寺跡と考えられていた。
発掘調査により寺の範囲を区画する溝が北・東・南で確認され、北溝は340メートル・東溝は303メートルに及び寺域は不整な方形をなしている。現在は市川市営の国分尼寺跡公園として管理されている。
- 金堂 - 東西25.5メートル、南北22.4メートル。
- 講堂 - 東西27メートル、南北19メートル。

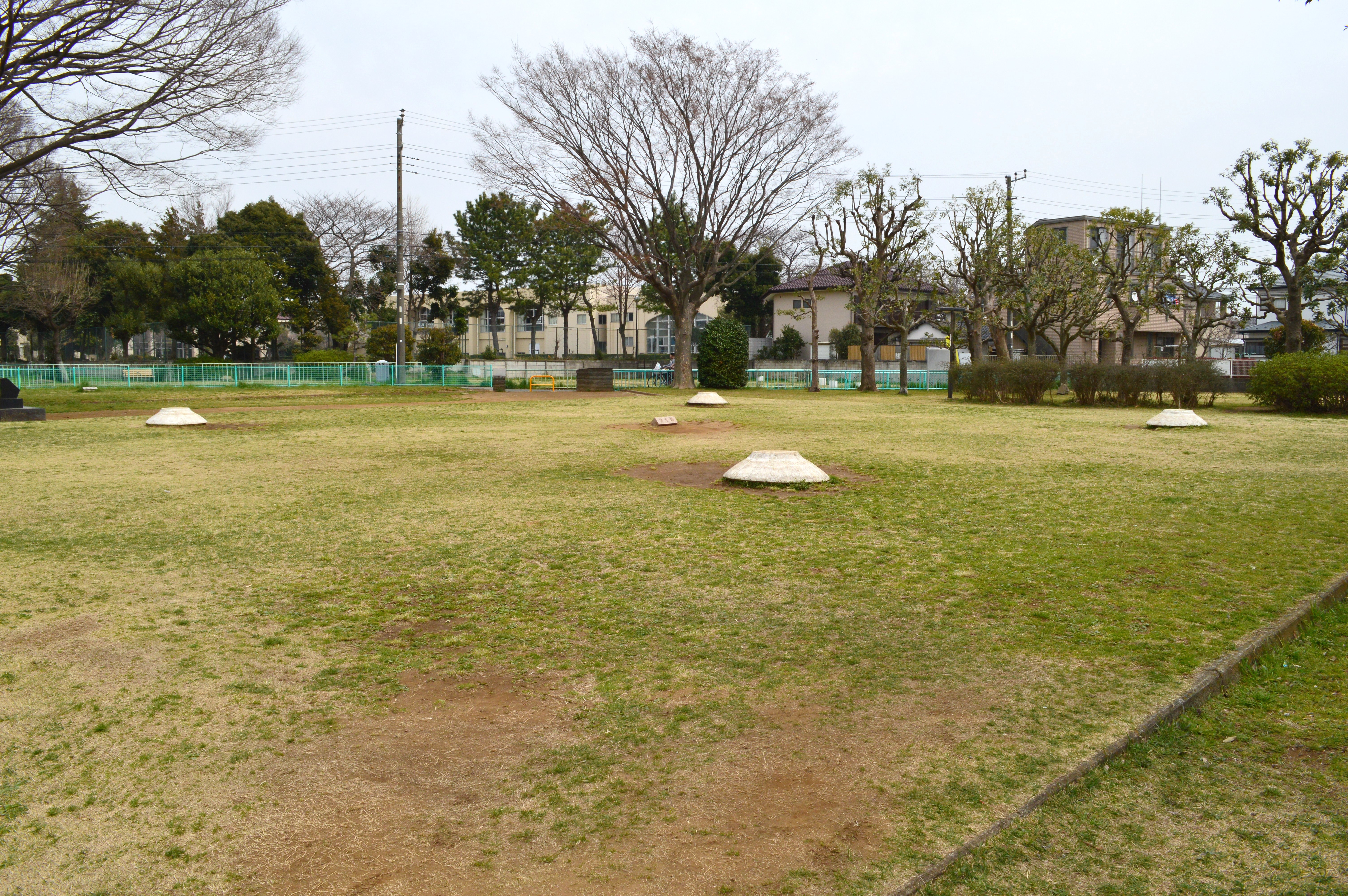
金堂跡
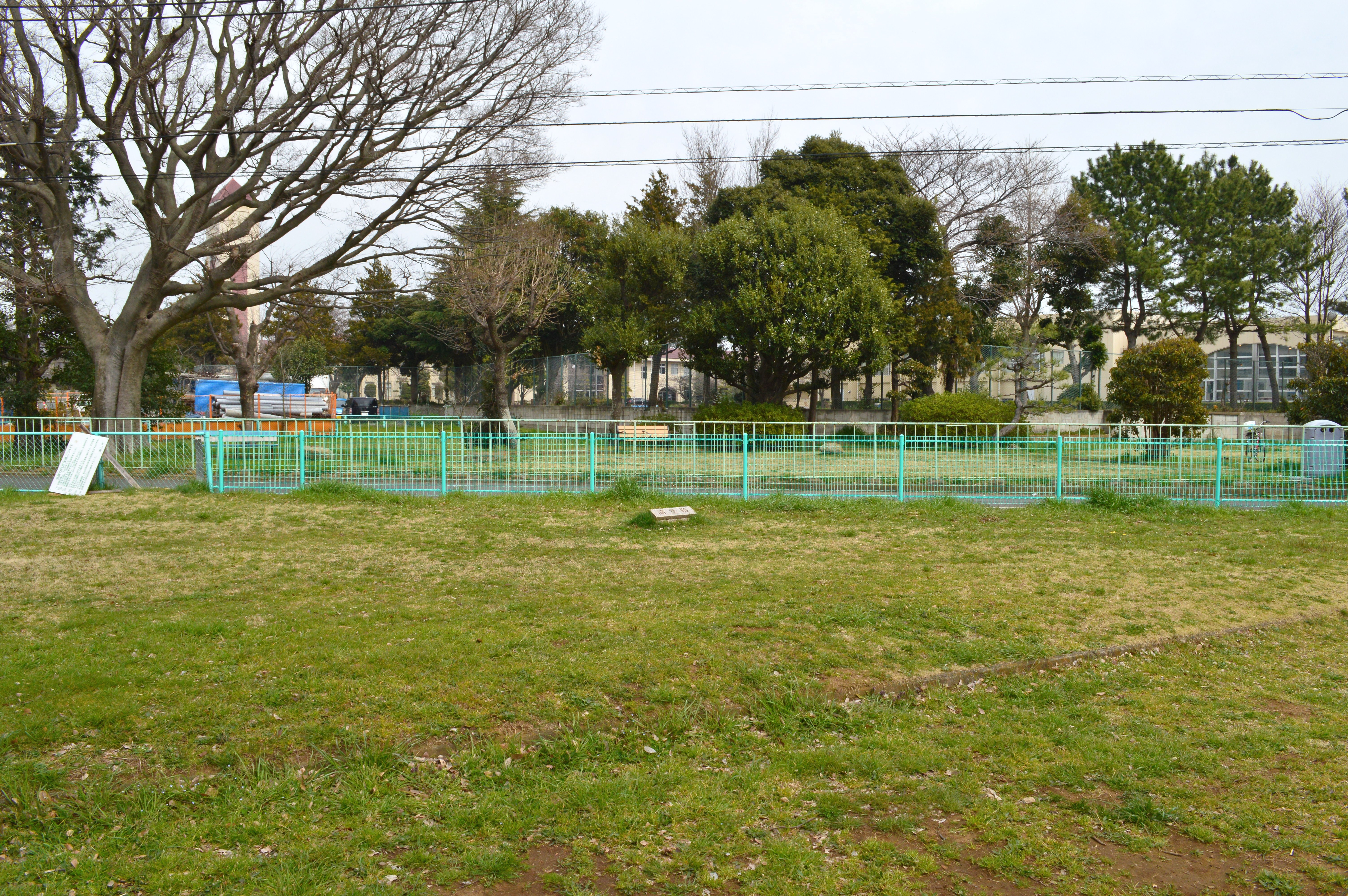
講堂跡

## 文化財

### 国の史跡

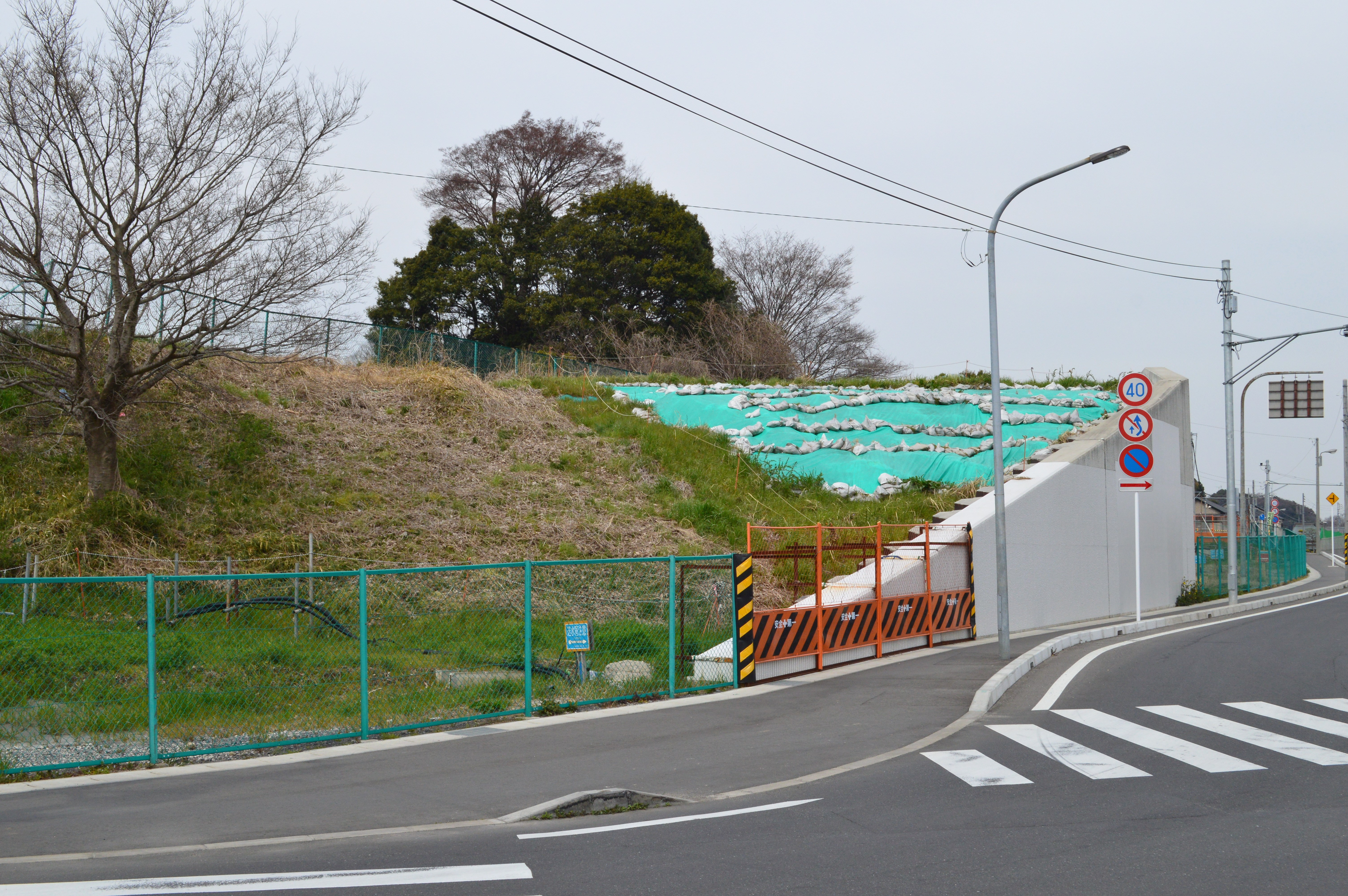
北下瓦窯跡

- 下総国分寺跡 附 北下瓦窯跡 - 1967年（昭和42年）12月27日指定、2010年（平成14年）8月5日に北下瓦窯跡を追加指定[9]。
- 下総国分尼寺跡 - 1967年（昭和42年）12月27日指定、1989年（平成元年）3月29日と2002年（平成14年）9月20日に指定範囲追加指定[10]。

### 関連文化財
- 貝の内遺跡出土の下総国分寺軒平瓦 - 春日部市指定有形文化財（考古資料）。貝の内遺跡（埼玉県春日部市西宝珠花）の住居に持ち込まれていた下総国分寺創建期の軒平瓦で、同遺跡から出土した。2017年（平成28年）3月29日指定[11]。

## 現地情報
所在地
- 国分寺（旧・現）：千葉県市川市国分3丁目20-1
- 国分尼寺跡：千葉県市川市国分4丁目17（国分尼寺跡公園）

交通アクセス
- 国分寺まで
  - 京成電鉄京成本線 市川真間駅から
    - 徒歩：約25分
    - バス：京成バス（市41-市45）で「国分」バス停下車 （下車後徒歩約5分）

  - 東日本旅客鉄道（JR東日本）総武線 市川駅から
    - 徒歩：約30分
    - バス：京成バス（市41-市45）で「国分」バス停下車 （下車後徒歩約5分）

  - 北総鉄道北総線 北国分駅から
    - 徒歩：約30分
    - バス：京成バス（市43）で「国分」バス停下車 （下車後徒歩約5分）
- 国分寺から国分尼寺跡まで
  - 徒歩：約7分

周辺
- 六所神社 - 下総国総社。